# Descomunal (banda)
Descomunal es un grupo ecuatoriano de hardcore, formado en 2002 en la ciudad de Quito.

## Inicios
La agrupación fue conformada por el bajista Miguel Vinueza, Carlos Rodríguez, Juan Carlos Granda y Roberto Muñoz.

## Trayectoria
En 2003, Gustavo Dueñas reemplaza a Roberto Muñoz como vocalista y Andrés Ortiz a Juan Carlos Granda como baterista. Con esta alineación producen el EP De oscuro final en 2005, bajo producción de Juan Pablo Rivas. Ese mismo año participaron del Festival FFF de Ambato y debutaron en el Quito Fest de la capital ecuatoriana.
En 2007 publican su primer álbum de larga duración, Invalorable, que llegan a promocionar en distintos eventos de Colombia como el Rock al Parque de Bogotá (2009) y el Festival Altavoz de Medellín (2011). En 2012 editan su siguiente álbum, La esperanza que se desangra y en 2018 publican Alianza.
En 2019, la banda realizó una gira por Europa, con Diego Rojas como apoyo vocal. En 2020, durante la pandemia mundial por coronavirus, Descomunal realizó un trabajo acústico, Ante tu mirada, en colaboración con la cantante Grecia Albán. En 2021 editaron los singles “Impunidad“ y “Contrapeso“.

## Alineación
- Gustavo Dueñas (voz)
- Carlos Rodríguez (guitarra)
- Miguel Vinueza (bajo)
- David Tomasselli (batería)

## Discografía
- Instinto (demo, 2002)
- De oscuro final (EP, 2005)
- Invalorable (2007)
- La esperanza que se desangra (2012)
- Alianza (EP, 2018)
- Ante tu mirada (2020)